# 橢圓站
橢圓站（英語：Oval tube station）是倫敦地鐵的一個車站，位於蘭貝斯區肯寧頓，位於倫敦第2收費區，車站開通於1890年12月18日。